# 王季轩
王季轩（？—？），辽宁新宾县（兴京）旺清门人，中华民国时期教育家，革命先驱。

## 生平
早年与哥哥王彤轩在旺清门创办可容纳三百多学生的新式学校（兴京县旺清门学校），任教员，培养出一大批优秀的知识分子，期间多次利用身份支援朝鲜抗日。1921年，侵华日军以珲春事件为借口，进入中国境内，对东满、南满等地朝鲜人民进行大屠杀。王彤轩带领教员王季轩、刘雄飞及学生们冒险救助朝鲜民众。
1931年九一八事变后，王彤轩以亲戚王季轩、王家训，朋友孟昭春、于万里、于海青等为骨干组织1000民众自卫团，因缺乏武器与专业军事人员。他们请求朝鲜革命军派军官来教军事，梁世奉调任自卫团军官。王季轩负责组织抗日宣传队，下乡宣讲沈阳事变的经过，号召民众抗日。1932年，唐聚伍 （唐聚五）奉张学良之命，在桓仁成立辽东民众自卫军，在第六路军李春润部领导抗日宣传以及负责与马占山等其他东北抗日将领的联络工作。
兴京战役后，王季轩负责第六路军，第十陆军，第十一路军的军械秘密采购，使自卫军迅速扩充。后期负责与张学良联络，筹备军饷物资等，一次返回时在大连被俘壮烈牺牲。1932年辽宁民众自卫军失败后，部分力量改成大刀会，在1933年加入人民革命军，接受杨靖宇指挥。